# Circuito Turístico Centro Cívico de Junín
El Circuito Turístico Centro Cívico de Junín es un itinerario que recorre distintos lugares de interés en la zona céntrica de la ciudad de Junín, Argentina. Comprende los alrededores de la plaza 25 de Mayo, donde el 27 de diciembre de 1827 se fundó el Fuerte Federación, que sería el origen de la ciudad.

## Lugares de interés

### Plaza 25 de Mayo

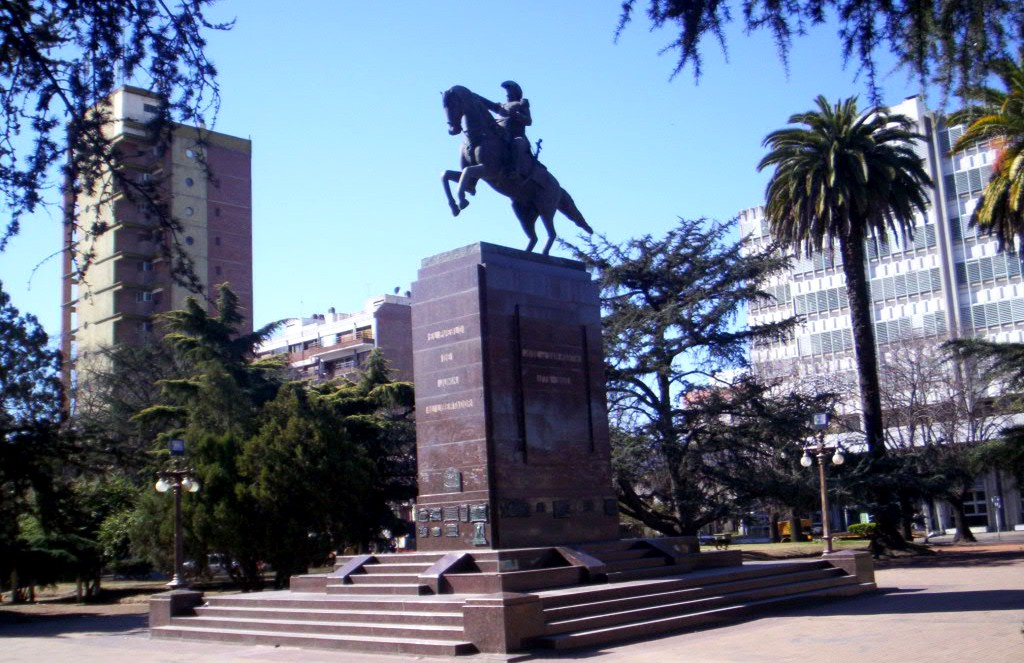
Monumento al General San Martín en la Plaza 25 de Mayo.

Es la plaza principal de Junín. Está ubicada en el corazón de la vida comercial, política, administrativa, judicial y financiera de la ciudad.
El lugar era la antigua Plaza de Armas del Fuerte Federación, fundado el 27 de diciembre de 1827 y que es el origen de la ciudad de Junín. El monumento al General José de San Martín fue inaugurado el 17 de agosto de 1940.
A finales de 2007 la plaza fue totalmente remodelada. Las obras fueron inauguradas el 25 de febrero de 2008.
- Ubicación: Se encuentra en el microcentro de Junín, rodeada por las calles Rector Álvarez Rodríguez, Mayor López, Bartolomé Mitre y la Avenida Dr. Benito de Miguel.

### Plaza 9 de Julio

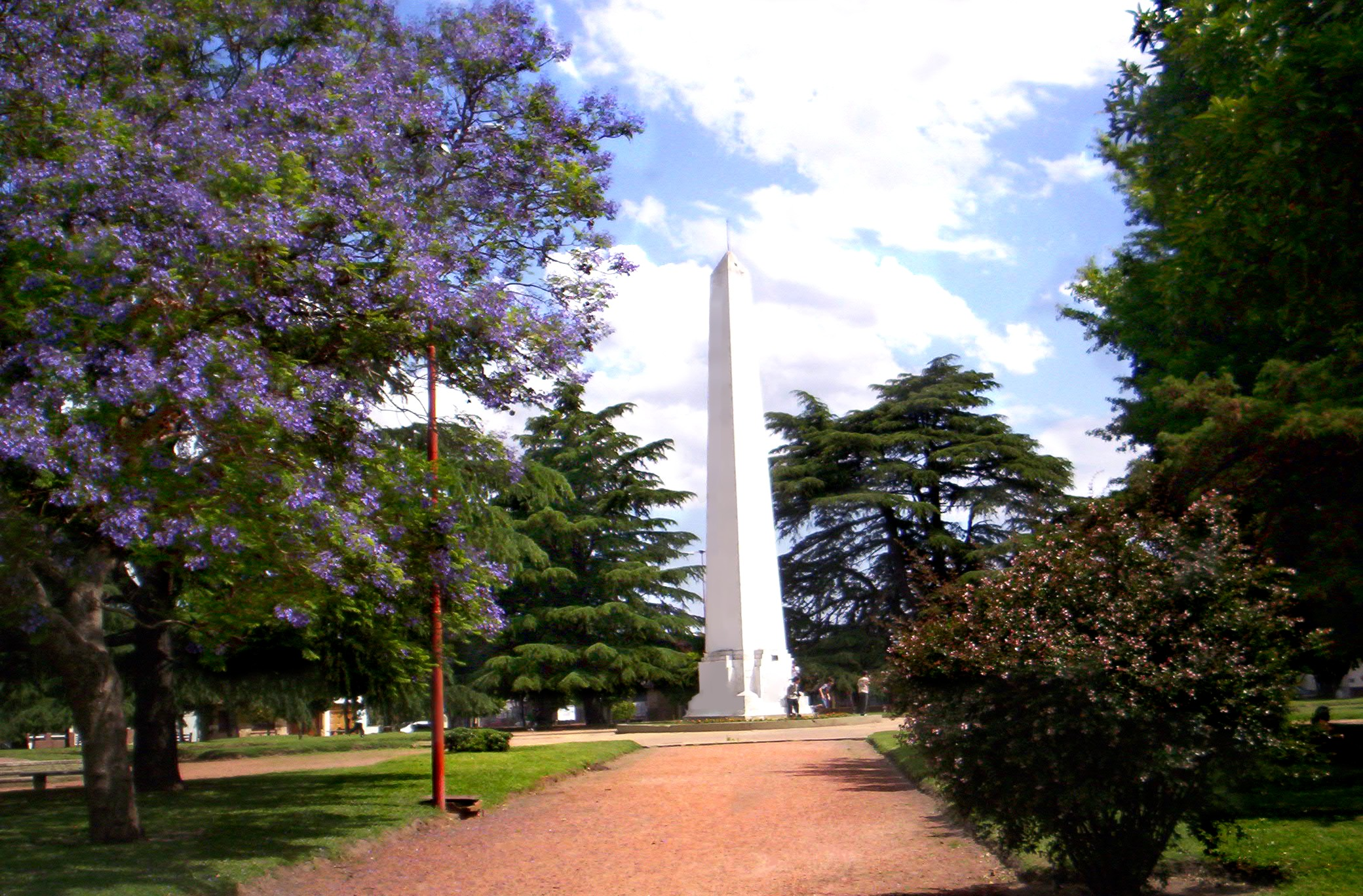
Plaza 9 de Julio y el obelisco construido en 1938.

Constituye una referencia histórica dado que está ubicada en la antigua puerta de acceso al Fuerte Federación, que dio origen a la actual ciudad de Junín.
Su característica más importante es la presencia de un obelisco construido en 1938. Además, la plaza es una referencia histórica.
Está rodeada por dos hileras de naranjos, cuyos frutos se utilizan en la elaboración de dulce de naranja.
- Ubicación: Se encuentra en el Barrio 9 de Julio, entre las calles Mariano Moreno, Rector Álvarez Rodríguez, General Villegas y Bartolomé Mitre.

### Calle 20 de Septiembre
Posee solo 4 cuadras y es una calle histórica de la ciudad. Era la antigua entrada principal del Fuerte Federación, origen de la ciudad de Junín. La calle estructuraba la circulación yendo desde la puerta ubicada en el sudeste hasta la Plaza de Armas, ubicada donde hoy se encuentra la plaza 25 de Mayo.
- Ubicación: Nace en la calle Mayor López, en la Plaza 25 de Mayo y recorre 400 metros hasta finalizar en la esquina de la calle Moreno, en la Plaza 9 de Julio.

### Teatro de la Ranchería

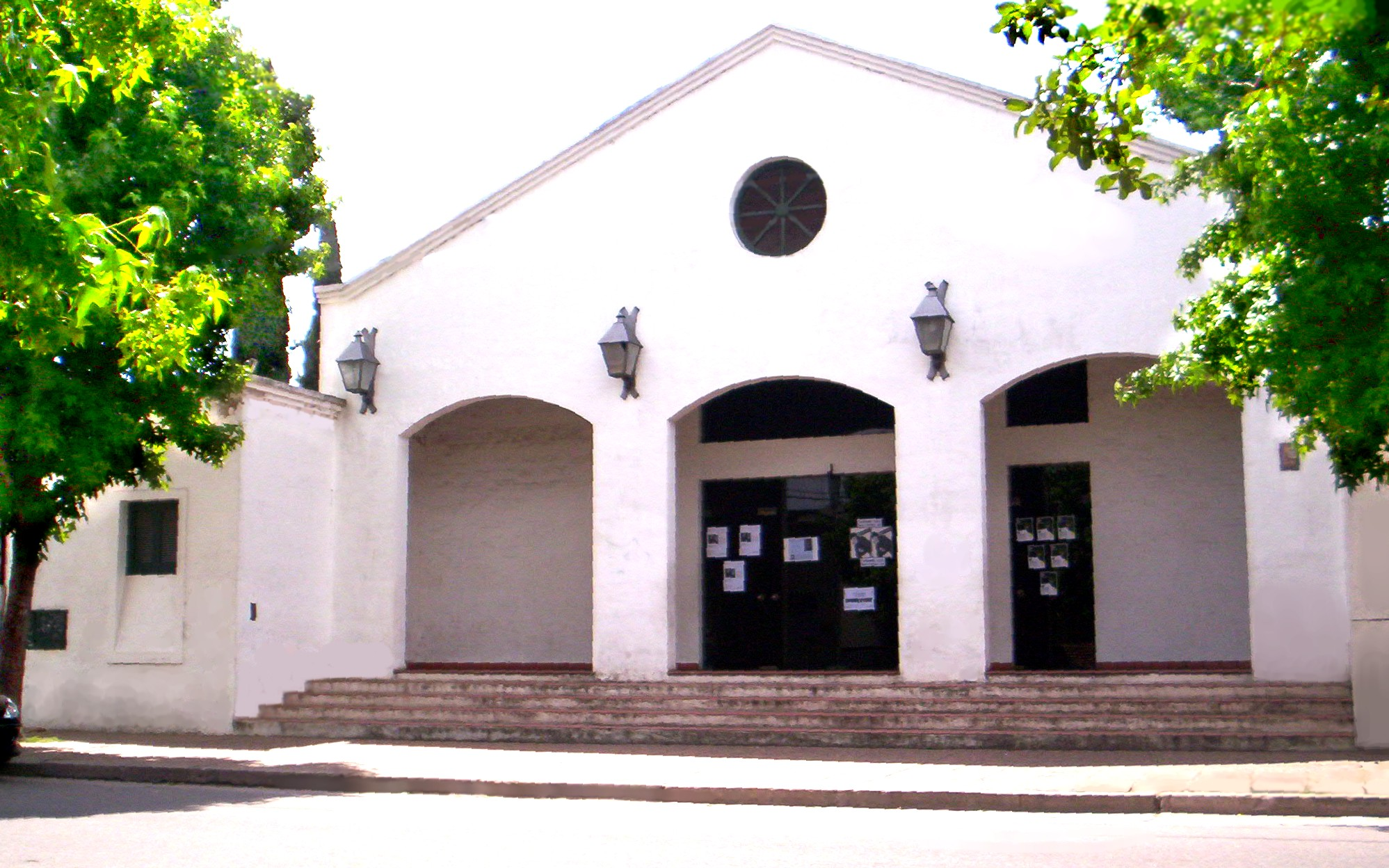
Teatro de la Ranchería.

Centro cultural perteneciente a la municipalidad, inaugurado el 29 de mayo de 1971. Su nombre y parte de su construcción son un homenaje al primer escenario argentino, el “Teatro de la Ranchería” de 1783.
La sala tiene capacidad para 440 personas y lleva el nombre "Horacio J. De la Cámara" en homenaje al eximio poeta, docente y escritor juninense. El teatro es administrado por COART (Coordinadora de Arte Junín) y es utilizado durante todo el año con propuestas locales, regionales y nacionales del más alto nivel.
- Ubicación: El teatro se encuentra en la calle Chacabuco 40, en el barrio 9 de Julio.

### Escuela de Arte Xul Solar
Establecimiento educativo provincial que ocupa el antiguo edificio de la Asistencia Pública, inaugurado el 31 de julio de 1929. Desarrolla actividades directamente relacionadas con la comunidad, y forma parte de la Comisión Municipal de Patrimonio, conformada por diferentes organismos públicos municipales e instituciones privadas involucradas en el tema. 
- Ubicación: La escuela se encuentra en la esquina de Saavedra y Chacabuco, en el barrio 9 de Julio.

### Palacio Municipal

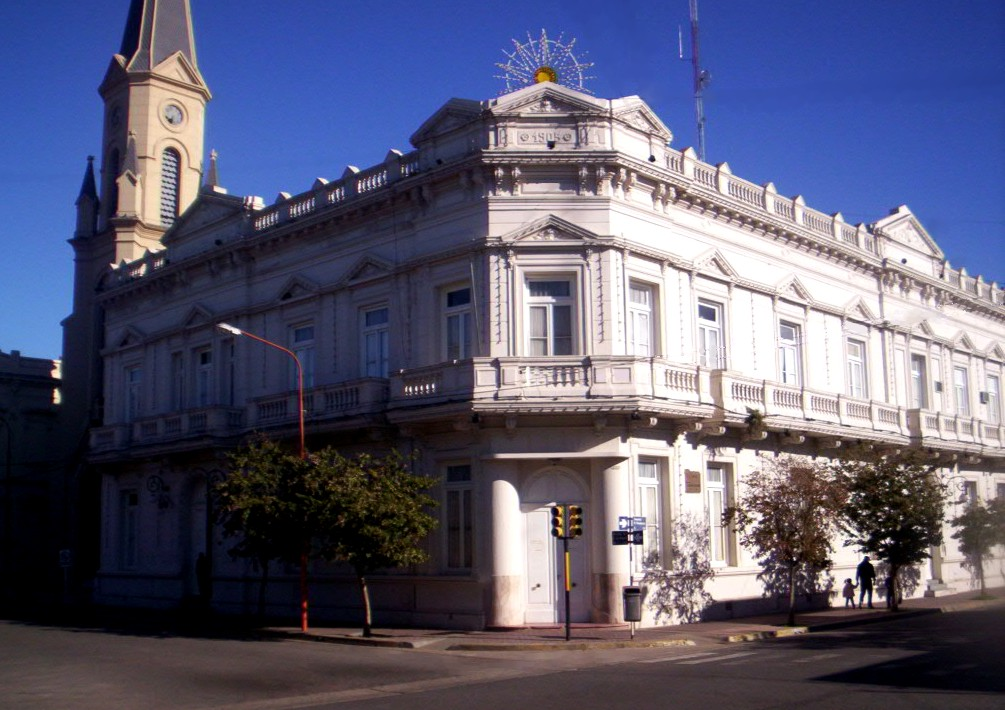
Palacio Municipal.

Es el edificio donde tiene su sede el Gobierno Local. De estilo italianizante y lujoso, fue inaugurado con grandes festejos el 19 de diciembre de 1904. Ocupa el predio donde se encontraba la vieja Iglesia Matriz San Ignacio de Loyola, luego de permutar los terrenos con aquella.
En el primer piso se encuentra el Salón Rojo, donde funciona el Honorable Concejo Deliberante.
- Ubicación: Se encuentra en la esquina oeste de Benito de Miguel y Rivadavia, en pleno centro comercial, político, administrativo, judicial y financiero de Junín, y frente a la Plaza 25 de Mayo.

### Iglesia Matriz San Ignacio de Loyola

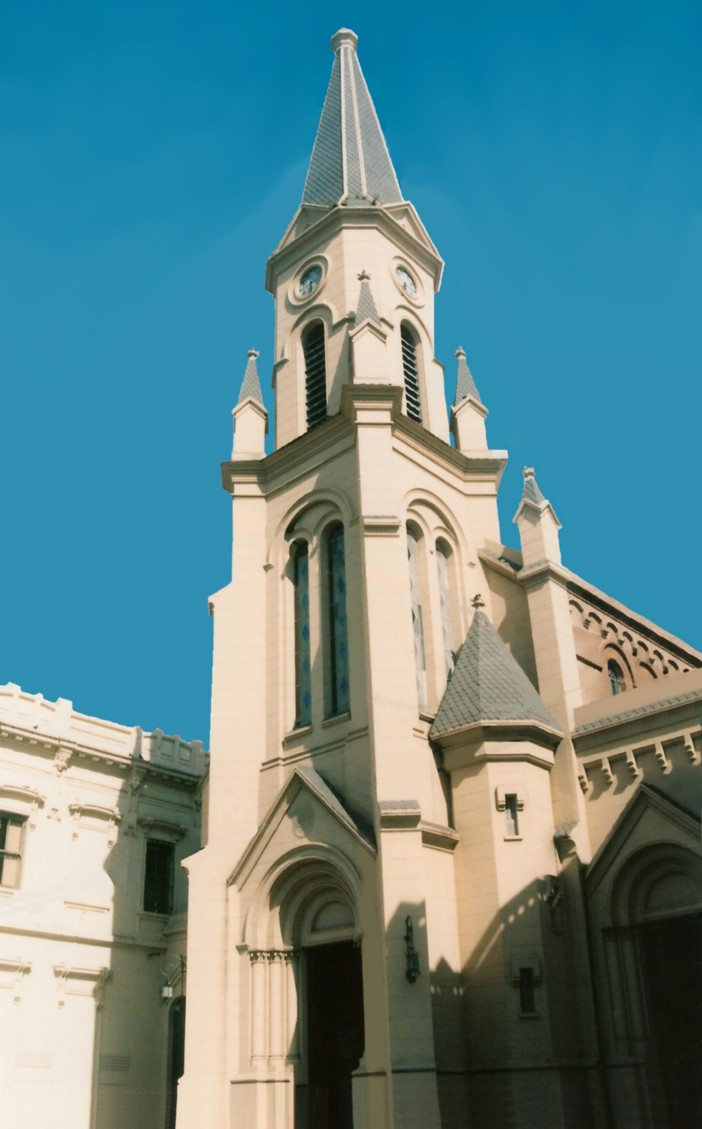
Iglesia Matriz San Ignacio de Loyola.

Es el principal templo católico de la ciudad. San Ignacio de Loyola es el patrono de la ciudad, conmemorándose su fallecimiento cada 31 de julio. La construcción es de estilo neorrománico con influencias Île-de-France, por lo que resulta similar a muchas iglesias del norte de Francia.
El primer templo se inauguró en la esquina donde hoy se encuentra el Palacio Municipal, a finales de 1834. Este edificio fue reemplazado por uno de mejor construcción en 1867. A principios del Siglo XX se realizó un intercambio de terrenos con la municipalidad: el lugar que ocupaba la iglesia sería utilizado para construir el nuevo Palacio Municipal, mientras que el terreno contiguo que ocupaba éste sería destinado al nuevo templo. Así fue como en 1902 se demolió el templo de 1867 y poco después comenzaron las obras de los nuevos edificios.
La inauguración oficial del nuevo edificio de la iglesia, que es el que hoy puede apreciarse, se llevó a cabo el martes 1 de octubre de 1907. Para su centenario, la municipalidad de Junín lo restauró totalmente, logrando que recupere su esplendor.
- Ubicación: Está ubicada en la Avenida Benito De Miguel entre Rivadavia y Belgrano, frente a la Plaza 25 de Mayo.

### Escuela N° 1 "Catalina Larralt de Estrugamou"

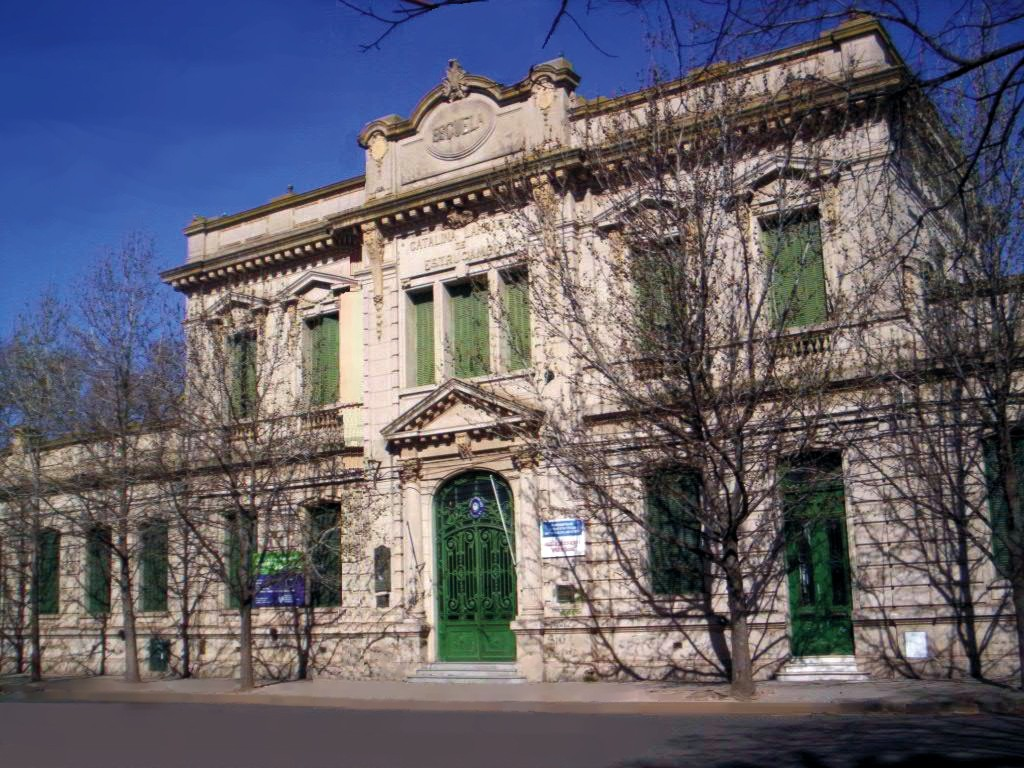
Escuela N° 1 "Catalina Larralt de Estrugamou".

El edificio actual de la escuela fue inaugurado el 6 de abril de 1915. Fue donado por Alejandro Estrugamou y lleva el nombre de su madre. Como muchas obras arquitectónicas de la época, su estilo es ecléctico.
Fue la escuela a la cual asistió Eva Duarte entre 1930 y 1934, egresando con su educación primaria completa. Una placa recuerda la frase que Evita utilizó cuando estuvo en lo más alto del poder político: "Los únicos privilegiados son los niños".
- Ubicación: Se encuentra en la calle Rector Álvarez Rodríguez 27, frente a la Plaza 25 de Mayo.

### Club Social
Inaugurado en 1929, la sede del Club Social de Junín es un bello exponente del estilo neocolonial con notables características hispano-musulmanas. Esto lo transforma en algo atípico dentro de un ambiente urbano cívico y comercial plagado de estilos italianizantes, eclécticos y monumentales.
- Ubicación: Avenida Rivadavia 103, en la esquina de Remedios Escalada de San Martín.

### Banco de la Nación

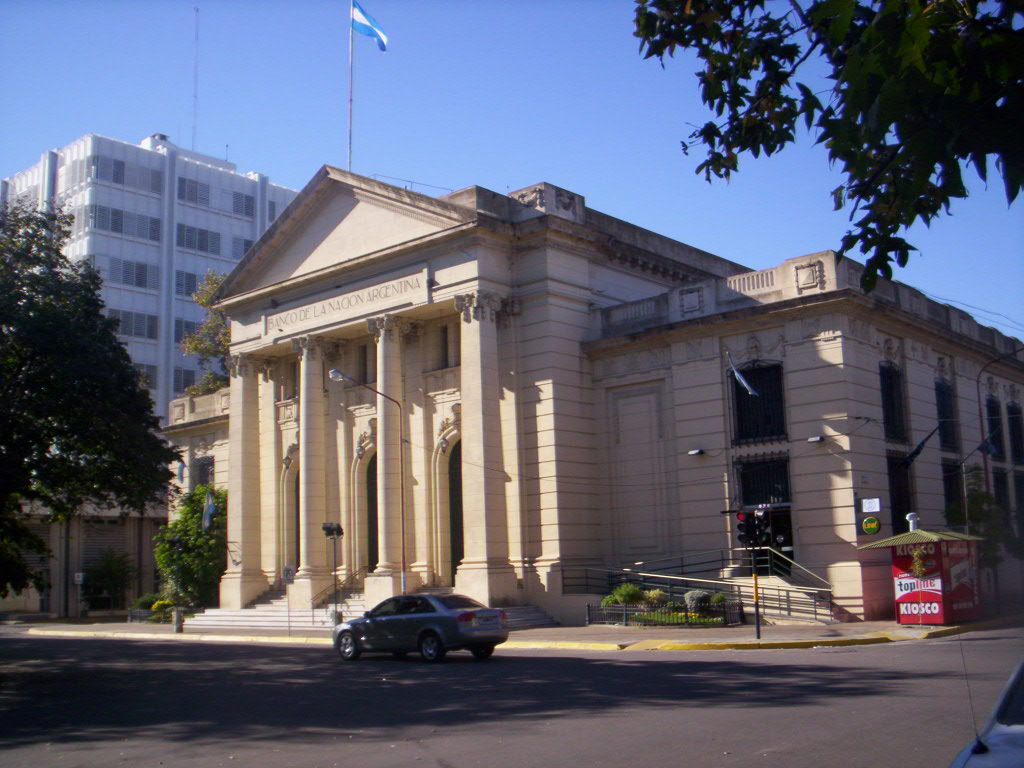
Edificio del Banco Nación.

Fue inaugurado en 1927 y posee un alto contenido simbólico por su ubicación. Su estilo es neoclásico semejante a los antiguos templos griegos, con una columnata sosteniendo un típico frontón triangular. El hall central también es destacable.
Para la época en que se construyó, era un edificio de dimensiones muy importantes, como los que generalmente estaban reservados para a ciudades más grandes o capitales.
- Ubicación: Se encuentra en Mayor López 26, ocupando los 50 metros de la cuadra que delimitada por las calles Rector Álvarez Rodríguez y 20 de septiembre.